# Википедија на језику телугу
Википедија на језику телугу или Википедија на телугуу јест издање Википедије, слободне енциклопедије, на језику телугу које данас има 113.096 чланака и заузима 47. место на списку језичких верзија Википедије према броју чланака.